# Гульельмо I Санудо

Герцогство Наксос на карте Южной Греции

Гульельмо I Санудо (итал. Guglielmo I Sanudo; ум. 1323) — четвёртый герцог Наксоса с 1303 года. Сын Марко II Санудо.

## Биография
После достижения совершеннолетия (не позднее 1285 года) получил в управление остров Сирос. Наследовал отцу в 1303 году.
Во время войны 1296—1303 венецианцы отвоевали у Византии захваченные ею в 1269 году острова Иос, Санторини, Теразия, Кеос и Серифос, когда-то входившие в состав герцогства Наксос, и вернули их прежним владельцам — Бароцци, Гизи, Микьели, Джустиньяни. И те объявили себя вассалами Венеции.
Гульельмо I Санудо попытался восстановить свой сюзеренитет над этими фьефами. Он захватил в плен Джакопо Бароцци — сеньора Санторини, отказавшегося принести ленную присягу, но был вынужден его отпустить по настоянию Венеции. (В 1335 году сын Гульельмо I Никколо I Санудо изгнал Бароцци из Санторини). В 1309 году отвоевал у Византии Аморгос.
В 1313 году генеральный викарий Афинского герцогства Альфонсо Фадрике Арагонский захватил остров Мелос под предлогом того, что Гульельмо I Санудо был вассалом княгини Ахайи Матильды де Эно, с которой Афинское герцогство находилось в состоянии войны.

## Семья
Имя и происхождение жены не известны. Дети:
- Никколо I Санудо (ум. 1341), герцог Наксоса.
- Джованни Санудо (ум. 1362), герцог Наксоса с 1341.
- Марино Санудо, сеньор Нио, рыцарь ордена иоаннитов (1347).
- Марко Санудо (ум. после 1376), сеньор Милоса с 1341
- Пьетро Санудо, рыцарь ордена иоаннитов (1347).
- дочь, жена Пьетро Дандоло.